# Ligyra fasciata
Ligyra fasciata är en tvåvingeart som beskrevs av Paramonov 1967. Ligyra fasciata ingår i släktet Ligyra och familjen svävflugor. Inga underarter finns listade i Catalogue of Life.